# Kolmila

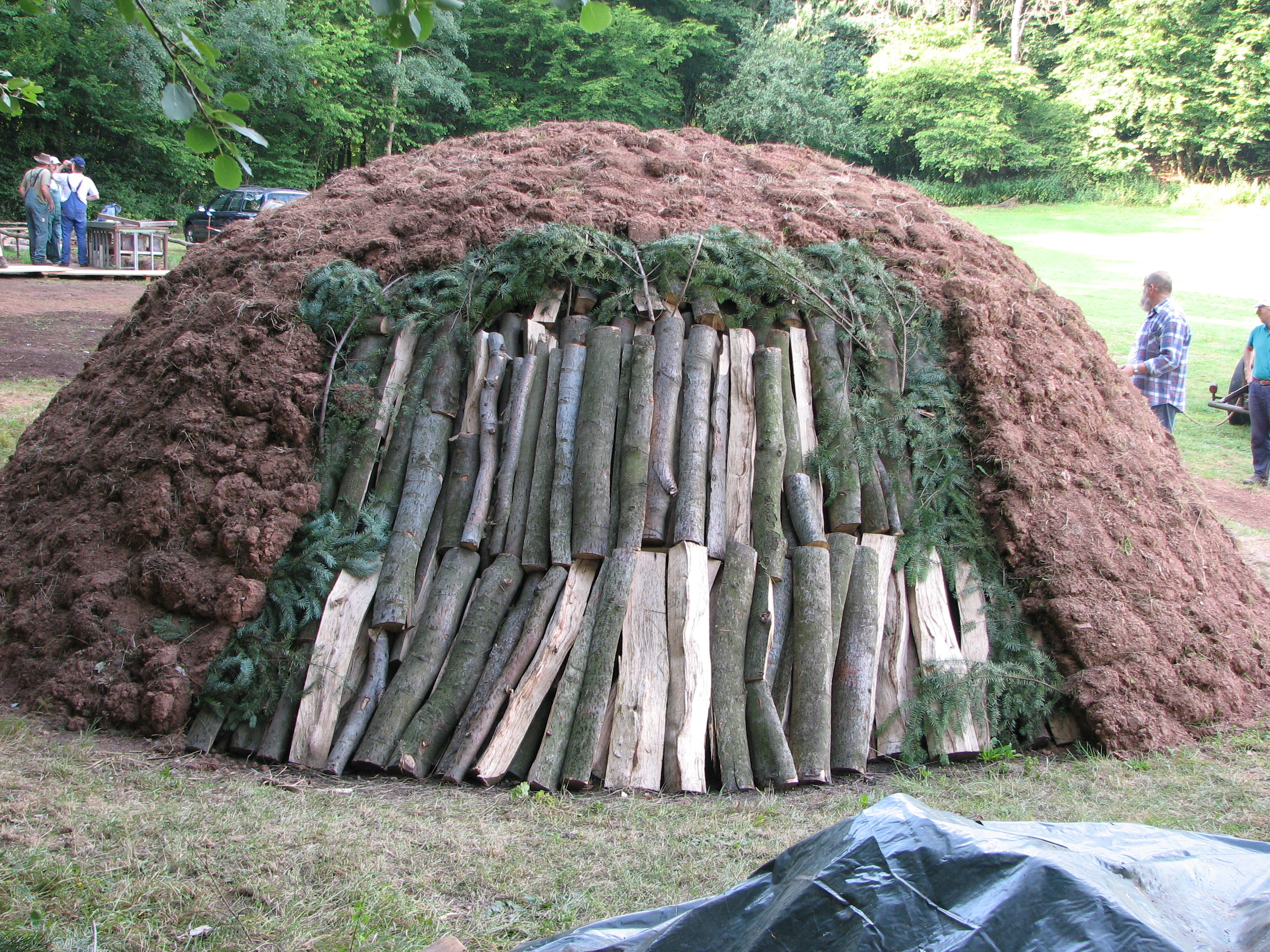
En kolmila (öppnad för att visa konstruktionen) i Tyskland.

En kolmila eller mila är en anordning för framställning av träkol och en del andra produkter genom torrdestillation av ved. Den är konstruerad för kontrollerad upphettning av veden utan, eller med begränsad, syretillförsel. Framställningsprocessen kallas kolning.

## Kolmilan
Den äldre typen av kolmila – liggmilan – infördes under medeltiden, men ända in på 1900-talet förekom i Västsverige den äldre metoden att kola i grop för att få kol till smideshärdar. Resmilan infördes med vallonerna under 1600-talet. Sitt stora genombrott fick resmilan först i slutet av 1800-talet; detta skedde främst för att den var lämplig för klena virkesdimensioner, sådan som återstod efter att man skickat det bästa virket till sågverk, dels för att den var enklare att bygga.
Genom att täcka en hög av ved med jord, torv, gräs och sand och sedan tända milan (på fackspråk säger man värma milan) sätts förkolningen igång. Milan brinner inte (med öppen eld), den pyr. I en mila som fattar eld förbränns veden och aska bildas istället för träkol.
"Pyrandet", som omvandlar omkring 50–60 procent av veden i en välskött kolmila till aska och andra restprodukter, är i grunden samma sak som (öppen) eld, det vill säga förbränning. Den är dock nödvändig för att åstadkomma den värme som behövs för att driva på pyrolysen i milan. En mila får därför inte bli helt lufttät, för då slocknar den. Syretillförseln reglerades genom små hål, fotympningar eller draggluggar längs milans kant. Milningens första dygn är känsligast, innan milan hunnit bygga upp en jämn värme. Milan måste sedan övervakas dag och natt av kolare som bodde i skogen i kolarkojor. Från milorna transporterades sedan kolet i ryssar till försäljning eller användning, med hjälp av hästforor. I modern tid (1900-talet) användes lastbilar för transporterna. Träkolet från de svenska milorna användes i första hand av hyttor och järnbruk. Kolningen upphörde i stort sett i samband med krigsslutet 1945.
Platsen för en gammal mila kan ofta ses i skogen som en kolbotten. Lokalisering av kolbottnar underlättas av att vegetationen där ibland avviker från omgivningens växtlighet. Lättare är det att se kolbottnen om man är uppmärksam på att det runt kolbottnen brukar gå en smal ränna, eller vanligare att det är gropar grävda omkring den. Kolbottnar kan vara antingen runda (efter resmilor) eller rektangulära (efter liggmilor). Överblivet kol vid kolbottnarna är ännu idag fullt användbart. Kolbottnar sparas i skogsbruket.
I modern tid har kolning främst skett genom ugnskolning. Kolningsugnen uppfanns redan omkring 1800, men kom först årtiondena kring sekelskiftet 1899/1900 att verkligen ta upp konkurrensen med kolmilan. Andra sätt att utföra kolning är i retort, i ugn eller genom bränning i grop.  (I en helt lufttät retort kan man nå en effektivitet där nästan 100 procent av veden blir kol. Det kräver dock en extern värmekälla.)

## Tjärmilor
På sina håll har trätjära framställts i mila, så kallad tjärdal. Milan byggdes då som en vanlig kolmila, men dess inre bestod av tjärrik ved. Milans botten täcktes av trampad sand och ett lager färsk granbark som tjäran fick rinna igenom.

## Bilder

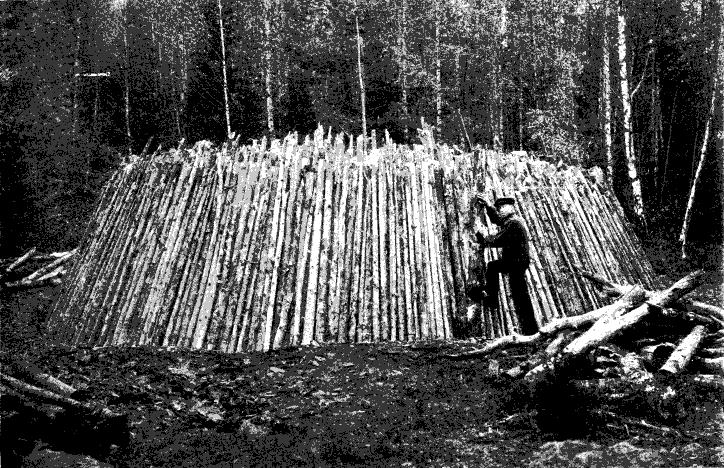
Resning av resmila, Östergötland
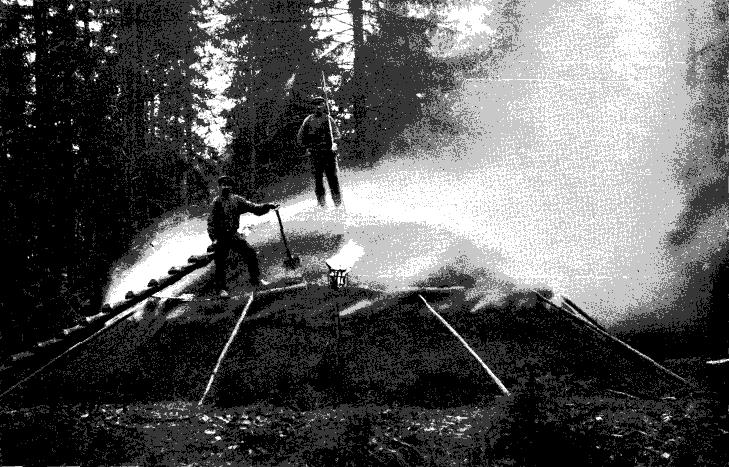
Resmila under kolning, Östergötland
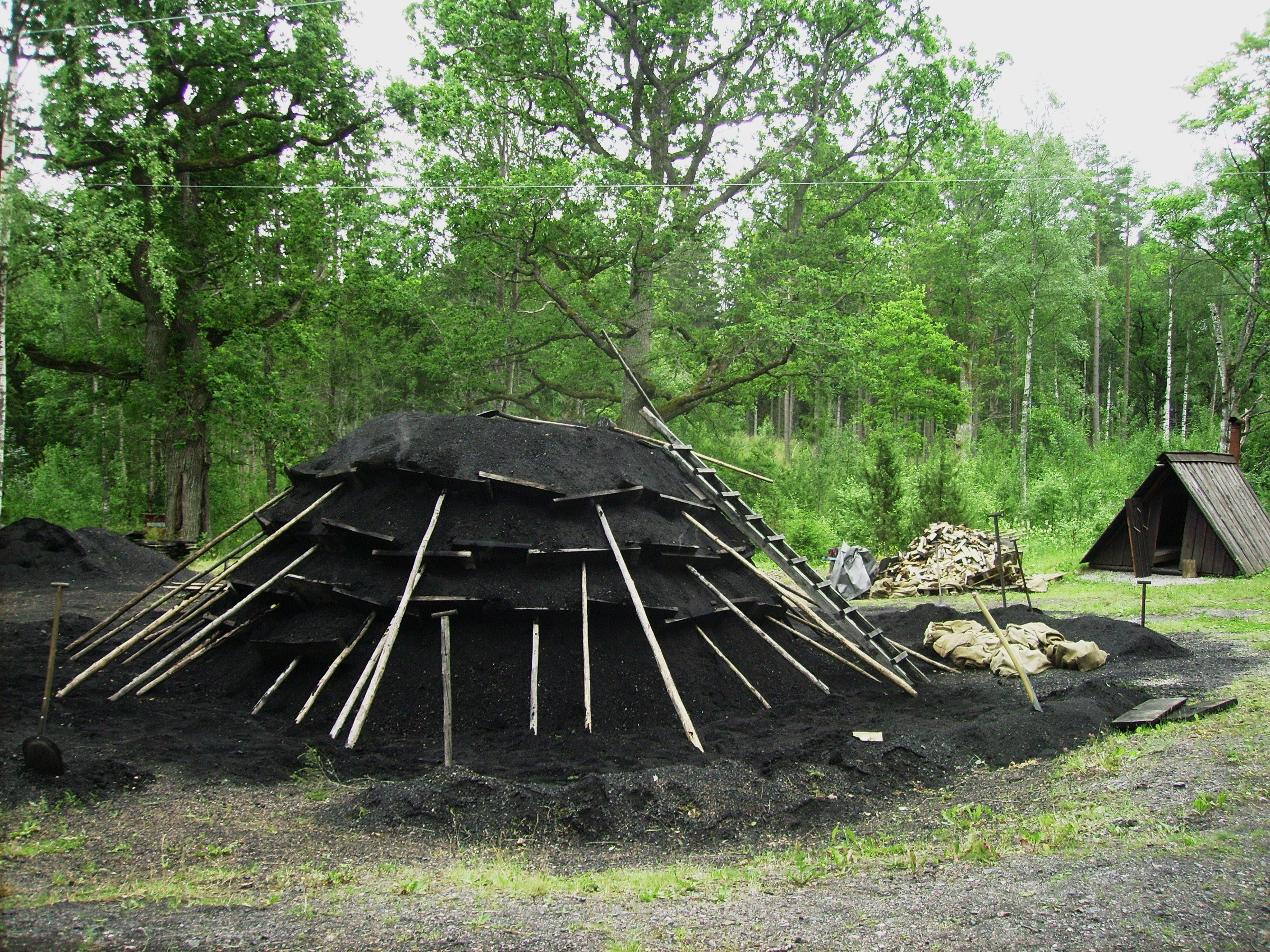
Resmila, Skottvångs gruva
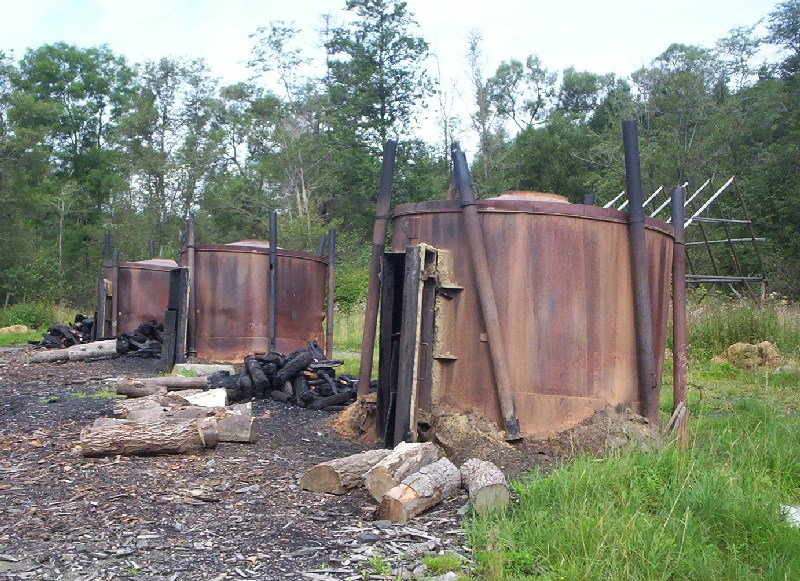
Modern tillverkning av träkol i retorter i Polen

## Kolarkoja

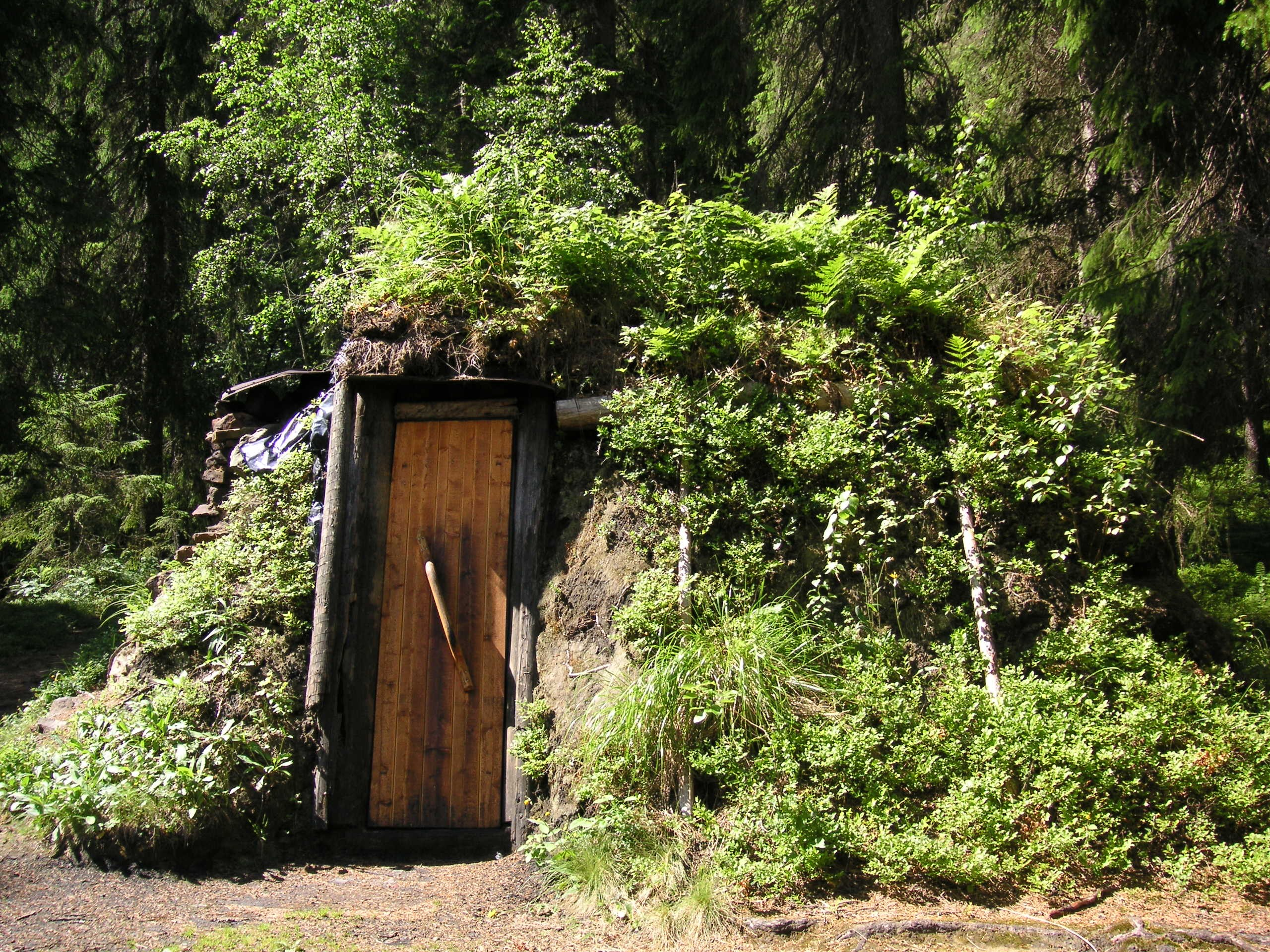
Kolarkoja i Jätturns naturreservat.

Kolarkoja är beteckningen på den temporära bostad som kolare ofta var hänvisade till under kolningsarbetet. Kolarkojorna kunde vara av olika utföranden. I Kronobergs län är storleken vanligen cirka 5 gånger 4 meter, med ingång på ena kortänden och med en spis i andra kortänden. I markerna ser vi idag mestadels rester efter kolarkojorna. Dessa är i regel som en u-formad "kulle" beroende på att kolarkojan oftast hade jordtäckta sidor som rasat ned efter övergivandet. Ibland ser man även stora stenar i kojans ena ände och då är det vanligen rester efter den nedrasade spisen vi ser. 
När kolarkojan var aktiv löpte ofta väggfasta sittbänkar/sovplatser utmed långsidorna. Ingången vette oftast mot själva kolbotten, det vill säga platsen för kolmilan. Om man från insidan av kolarkojan inte såg kolbottnen var det viktigt med en fönsterglugg eller dylikt så att milan kunde övervakas dygnet runt.
I närheten av kolarkojan finns oftast en eller flera kolbottnar.

## Kolning i Sverige
I Sverige började kolningstekniken genom torrdestillation användas omkring 200 f.Kr. Man kolade då i så kallade kolningsgropar som var cirka en och en halv meter i diameter och ungefär två meter djupa. Gropen fylldes med kolved och täcktes med grästorv och jord. Processen inleddes med att veden tändes på och vattnet i veden avgick i form av ånga.